# Tinashe
Tinashe Jorgenson Kachingwe (Lexington, 6 februari 1993), bekend als Tinashe, is een Amerikaanse singer-songwriter, muziekproducer, danseres, actrice en voormalig model. Ze groeide op in Los Angeles. Ze begon haar carrière als lid van de meidenband The Stunners, waarna ze overstapte op een solocarrière.
Na het stoppen van The Stunners in 2011 verschenen er twee mixtapes van Tinashe, In Case We Die (2012) en Reverie (2012). Hierna tekende ze in 2012 een contract met RCA Records. In 2013 verscheen haar derde mixtape "Black Water" en in september 2014 haar debuutalbum Aquarius.
Tinashe bracht haar debuutsingle "2 On" uit op 21 januari 2014. Het nummer kwam terecht op nummer 40 in de Billboard Hot 100 en bereikte later een piek van nummer 24.
Haar acteerdebuut maakte ze in de televisiefilm Cora Unashamed uit 2000. Tussen 2008 en 2009 verscheen ze ook een paar keer in de televisieserie Two and a Half Men.

## Levensloop
Tinashes vader komt uit Zimbabwe, haar moeder is van Iers-Noors-Deense afkomst. Op haar achtste verhuisde ze naar Los Angeles. Haar vader, die contacten had in de theaterwereld, hielp haar daar binnen te komen. Al vroeg begon ze met haar carrière en ze was ook model. Voor haar muziekcarrière was ze actief als actrice en speelde ze samen met acteurs als Tom Hanks en Charlie Sheen.

## Carrière

### 2007-2011: start met The Stunners
Tinashe maakte twee jaar deel uit van de meidengroep The Stunners, gevormd door Vitamin C. Zes maanden na de start tekende de groep een contract met Columbia Records en de single "Bubblegum" verscheen op iTunes samen met de officiële videoclip en de bijdrage aan de iCarly-soundtrack. Later werden de single en video weer van iTunes afgehaald. In 2009 verliet de groep Columbia Records en tekende een productiecontract met Lionsgate Entertainment, dat ook een televisieprogramma produceerde gebaseerd op de groep voor MTV. In oktober van dat jaar verscheen een ep met vijf nummers, beïnvloed door Madonna, Gwen Stefani en Rihanna. Hiervoor werd ook een muziekvideo gemaakt en op 22 februari 2010 verscheen de single "We Got It".
De groep trad op in het ochtendtelevisieprogramma The Today Show van NBC en het praatprogramma The Wendy Williams Show. Na gesprekken met verschillende platenmaatschappijen kregen ze in 2010 een contract aangeboden van Universal Republic Records en verscheen de eerste single "Dancin' Around the Truth", samen met New Boyz, die bij de top 40-radiozenders terechtkwam. De muziekvideo kwam op 2 juni uit, vlak voordat aangekondigd werd dat de groep in het voorprogramma van Justin Biebers My World Tour zou optreden. Ze brachten in december 2010 een kerstsingle uit, geproduceerd door Desmond Child en geschreven door vijf leden van de groep. Deze was getiteld "Santa Bring My Soldier Home" en bracht donaties op voor soldaten die tijdens de feestdagen niet bij hun familie konden zijn.
Na twintig tourneeconcerten keerden ze terug naar Los Angeles om nieuwe nummers op te nemen met onder meer Toby Gad, The Cataracs, Dave Broome, Livvi Franc, Sheppard Soloman, Jimmy Harry en Tony Kanal. In november maakten ze een vierde muziekvideo in de woestijn van Californië voor de nieuwe single "Spin The Bottle", die op 31 december 2010 verscheen. Een compleet album en de tweede single "Heart Stops Beating" geschreven door Tinashe en Allie en geproduceerd door Orange Factory Music stond gepland. Deze laatste werd echter geannuleerd doordat de groep in 2011 stopte.

### 2011-2013: mixtapes en platencontract
Na het stoppen van The Stunners begon Tinashe met haar solocarrière. Ze zong het nummer voor de tv-serie Shedding for the Wedding. Op 3 mei 2011 had ze haar eerste televisieoptreden voor 57.000 toeschouwers bij een basketbalwedstrijd. Ze zong daar het volkslied. Haar eerste muziekvideo verscheen, een vertolking van Lil Waynes single "How to Love". Later verscheen deze als gratis download. Ook kondigde ze aan dat ze niet meer bij Universal Republic was aangesloten. Op 5 augustus 2011 werd aangekondigd dat ze te horen was op de dance-single "Artificial People". Op 25 november verscheen de muziekvideo voor "Can't Say No", haar eerste eigen single. In het liedje zijn samples van Britney Spears' "Blur" te horen. Dit nummer verscheen op 28 november 2011.
In februari 2012 verscheen "In Case We Die", Tinashes debuutmixtape. Hierop stonden vier singles; de eerste was "Chainless", die was verschenen op 19 december 2011. Ook stond er "My High" op, dat beschikbaar was op haar website. De tweede officiële single "In Case We Die" was aangekondigd als "This Feeling". De muziekvideo verscheen op 1 mei 2012 op globalgrind.com. De laatste single "Boss" verscheen op 20 augustus 2012. Deze is ook te horen geweest in de televisieserie Single Ladies op VH1. De muziekvideo verscheen op 14 augustus 2012 en is geschreven en geregisseerd door Tinashe en Jt Ervin. De mixtape werd gunstig beoordeeld in de blogosfeer.
Op 13 juli 2012 liet Tinashe weten dat ze een contract had getekend met RCA Records. Hierna verscheen op 6 september 2012 via haar website haar tweede mixtape "Reverie". Hierop stonden drie singles. De eerste, "Stargazing", verscheen op 21 augustus 2012, de tweede, "Ecstasy", op 18 december 2012 en de laatste, "Who Am I Working For?", op 12 maart 2013.
Op 5 november 2012 bracht Tinashe naar buiten dat ze werkte aan een ep met remixes. Haar debuutalbum, opgenomen in New York, kwam uiteindelijk in 2014 uit. Ze heeft gewerkt met producers als Clams Casino, Ryan Hemsworth, T-Minus, Boi-1da, Fisticuffs, Best Kept Secret en Ritz Reynolds. Op 9 april 2013 verscheen er een single in samenwerking met producer Jacques Greene, getiteld "Painted Faces" via Adidas Originals en Yours Truly's campagne "Songs From Scratch". Op 26 november 2013 verscheen haar derde mixtape "Black Water".

### 2014: debuutalbum
Op 13 januari 2014 verscheen "2 On", de eerste single van haar debuutalbum, samen met de Amerikaanse rapper Schoolboy Q, geproduceerd door DJ Mustard. Het nummer kwam terecht op nummer 89 in de Billboard Hot 100 op 24 mei en behaalde uiteindelijk de piekpositie op nummer 24 op 9 augustus. Haar debuutalbum Aquarius verscheen op 3 oktober 2014, met de tweede single "Pretend feat ASAP Rocky". Als laatste officiële single van het album bracht ze "All Hands on Deck" uit, met een remix met Iggy Azalea.
In oktober 2015 bracht ze haar nieuwe single, "Player feat Chris Brown", uit en liet ze weten dat haar tweede album, Joyride, eraan kwam. De leadsingle van het album is al meerdere malen uitgebracht. In eerste instantie zou "Player" de leadsingle zijn, maar hierna verschenen ook "Superlove" en "Flame".

## Discografie

### Albums
- Aquarius (7 oktober 2014)
- Joyride (13 april 2018)
- Songs for You (21 november 2019)
- 333 (6 augustus 2021); 333 (Deluxe) (3 maart 2022)

| Album met eventuele hitnotering(en) in de Nederlandse Album Top 100 | Datum van verschijnen | Datum van binnenkomst | Hoogste positie | Aantal weken | Opmerkingen |
| ------------------------------------------------------------------- | --------------------- | --------------------- | --------------- | ------------ | ----------- |
| Joyride                                                             | 13-04-2018            | 20-04-2018            | 103             | 1            |             |

| Album met hitnotering(en) in de Vlaamse Ultratop 200 albums | Datum van verschijnen | Datum van binnenkomst | Hoogste positie | Aantal weken | Opmerkingen |
| ----------------------------------------------------------- | --------------------- | --------------------- | --------------- | ------------ | ----------- |
| Joyride                                                     | 13-04-2018            | 20-04-2018            | 134             | 1            |             |

### Mixtapes
- In Case We Die (1 februari 2012)
- Reverie (6 september 2012)
- Black Water (26 november 2013)
- Amethyst (16 maart 2015)
- Nightride (4 november 2016) (officiële uitgave)

### Singles
| Single met hitnotering(en) in de Vlaamse Ultratop 50 | Datum van verschijnen | Datum van binnenkomst | Hoogste positie | Aantal weken | Opmerkingen                       |
| ---------------------------------------------------- | --------------------- | --------------------- | --------------- | ------------ | --------------------------------- |
| 2 On                                                 | 2014                  | 09-08-2014            | tip38           | -            | met Schoolboy Q                   |
| Body Language                                        | 2014                  | 20-09-2014            | tip28           | -            | met Kid Ink en Usher              |
| All Hands on Deck                                    | 2014                  | 09-05-2015            | tip8            | -            |                                   |
| All My Friends                                       | 2016                  | 23-01-2016            | 25              | 12*          | met Snakehips & Chance The Rapper |
| Just Say                                             | 2016                  | 27-08-2016            | tip36           | -            | met KDA                           |
| No Drama                                             | 2018                  | 14-04-2018            | tip43           | -            |                                   |

## Filmografie
| Jaar | Titel                                          | Rol                  | Opmerkingen |
| ---- | ---------------------------------------------- | -------------------- | ----------- |
| 2003 | Masked and Anonymous                           | Mevr. Browns dochter |             |
| 2004 | Time Out                                       | Shawnee              | Korte film  |
| 2004 | The Polar Express                              | Hero Girl            |             |
| 2006 | Akeelah and the Bee                            | Cissi                |             |
| 2006 | Holly Hobbie and Friends: Surprise Party       | Carrie Baker         | Stem        |
| 2006 | Holly Hobbie and Friends: Christmas Wishes     | Carrie Baker         | Stem        |
| 2007 | Holly Hobbie and Friends: Secret Adventures    | Carrie Baker         | Stem        |
| 2007 | Holly Hobbie and Friends: Best Friends Forever | Carrie Baker         | Stem        |
| 2011 | Justin Bieber: Never Say Never                 | Zichzelf             |             |

| Jaar      | Titel                      | Rol                | Opmerkingen                                                           |
| --------- | -------------------------- | ------------------ | --------------------------------------------------------------------- |
| 1997      | Franklin                   |                    | Eén aflevering: "Hurry Up, Franklin/Franklin's Bad Day"               |
| 2000      | Cora Unashamed             | Josephine          | Televisiefilm                                                         |
| 2001      | Call Me Claus              | Jonge Lucy Cullins | Televisiefilm                                                         |
| 2004      | Rocket Power               | Leilani Makani     | Stem, één aflevering: "Island of the Menhune"                         |
| 2007      | Avatar: The Last Airbender | On Ji              | Stem, één aflevering: "The Headband"                                  |
| 2007-2008 | Out of Jimmy's Head        | Robin Wheeler      | Hoofdrol, tien afleveringen                                           |
| 2008-2009 | Two and a Half Man         | Celeste Burnett    | Terugkerende rol, drie afleveringen                                   |
| 2015      | Backstage Diaries          | Zichzelf           | Eén aflevering: "The Neighbourhood, Troye Sivan, Tinashe, Kat Graham" |
| 2016      | Fashion Police             | Gastjurylid        | Eén aflevering: "The 2016 Grammy Awards Special"                      |
| 2017      | Empire                     | Zichzelf           | Twee afleveringen: "Civil Hands Unclean" en "Love Is a Smoke"         |
| 2017      | America's Next Top Model   | Optreden           |                                                                       |
| 2018      | Dancing with the Stars     | Deelnemer          | Seizoen 27                                                            |
| 2019      | Rent: Live                 | Mimi Márquez       | Hoofdrol                                                              |
| 2019      | Whose Line Is It Anyway?   | Zichzelf           | Seizoen 15, aflevering 2                                              |

- Bibliothèque nationale de France: cb162509136 (data)
- Gemeinsame Normdatei: 1062620658
- International Standard Name Identifier: 0000 0001 0834 165X
- Library of Congress Control Number: no2014166117
- MusicBrainz: 396a9525-0994-4542-b480-c4587feeb476
- Virtual International Authority File: 160827051
- WorldCat: E39PBJhCCYPJ7XvFWkFHXHXTpP